# Jean-Baptiste Defernex

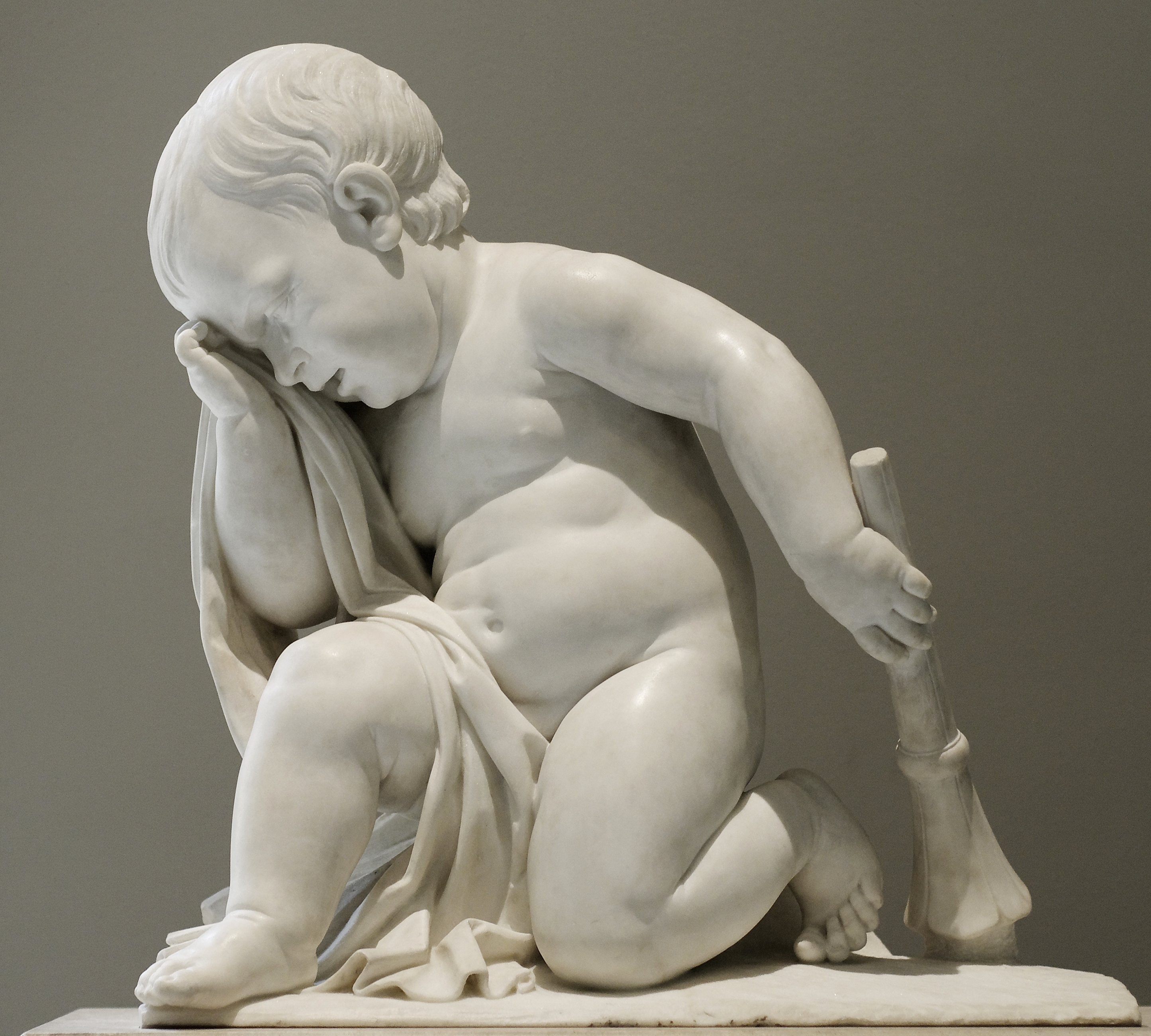
Génie funéraire affligé, 1768, marbre, Paris, musée du Louvre.

Jean-Baptiste Defernex ou de Fernex (né à Lyon le 26 janvier 1728, mort à Paris en mai 1783) est un sculpteur français du XVIIIe siècle.

## Biographie
Jean-Baptiste Defernex est issu d'une famille lyonnaise d'artisans textiles. D'abord formé par son père, il commence sa carrière comme modeleur pour la manufacture de porcelaines de Sèvres entre 1754 et 1755, où il réalise des sujets en biscuit à partir de modèles fournis par François Boucher. Reçu membre de l'Académie de Saint-Luc en octobre 1760, il y enseigne la sculpture en tant qu'adjoint à professeur, à partir de 1763. Il ouvre également une école privée de sculpture et de dessin, fréquentée par Louis Jean-Jacques Durameau et Louis-Etienne Hersant.  
Dès 1763, Il s'attache au duc d'Orléans , et participe aux travaux décoratifs du Palais-Royal, dirigés par l'architecte Pierre Contant d'Ivry. Il sculpte ainsi deux trophées en pierre pour l'attique des portiques de la première cour du palais, et deux groupes d'enfants en plomb doré, formant torchères, pour le grand escalier. 
Il est surtout connu comme portraitiste, réalisant un grand nombre de bustes en terre-cuite, son matériau de prédilection. Il expose à deux reprises au Salon de l'Académie de Saint-Luc, en 1762 et 1774, des bustes et des petits sujets en talc. 
Il réalise en 1768 le tombeau de Germain-Anne Loppin de Montmort, président à mortier du parlement de Bourgogne. Le monument est réalisé à Paris et exposé dans l'atelier du sculpteur en mai 1769, puis installé dans l'ancienne cathédrale Saint-Etienne de Dijon. Démembré à la Révolution, il n'en reste qu'un fragment : le Génie funéraire attristé en marbre, conservé au musée du Louvre. 

## Galerie

Œuvres de Jean-Baptiste Defernex
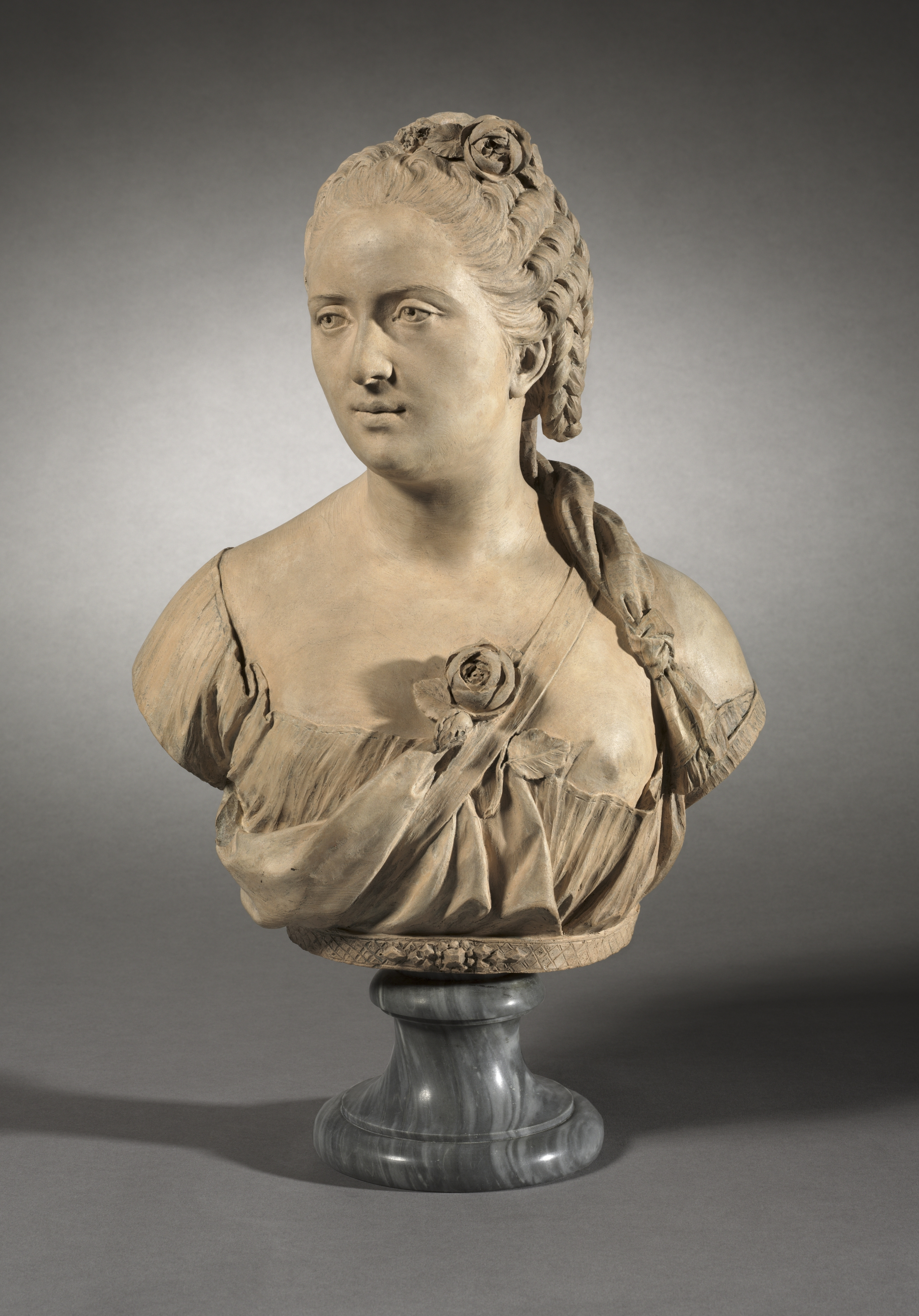
Portrait d'une femme, 1759 (Cleveland, Museum of Art)
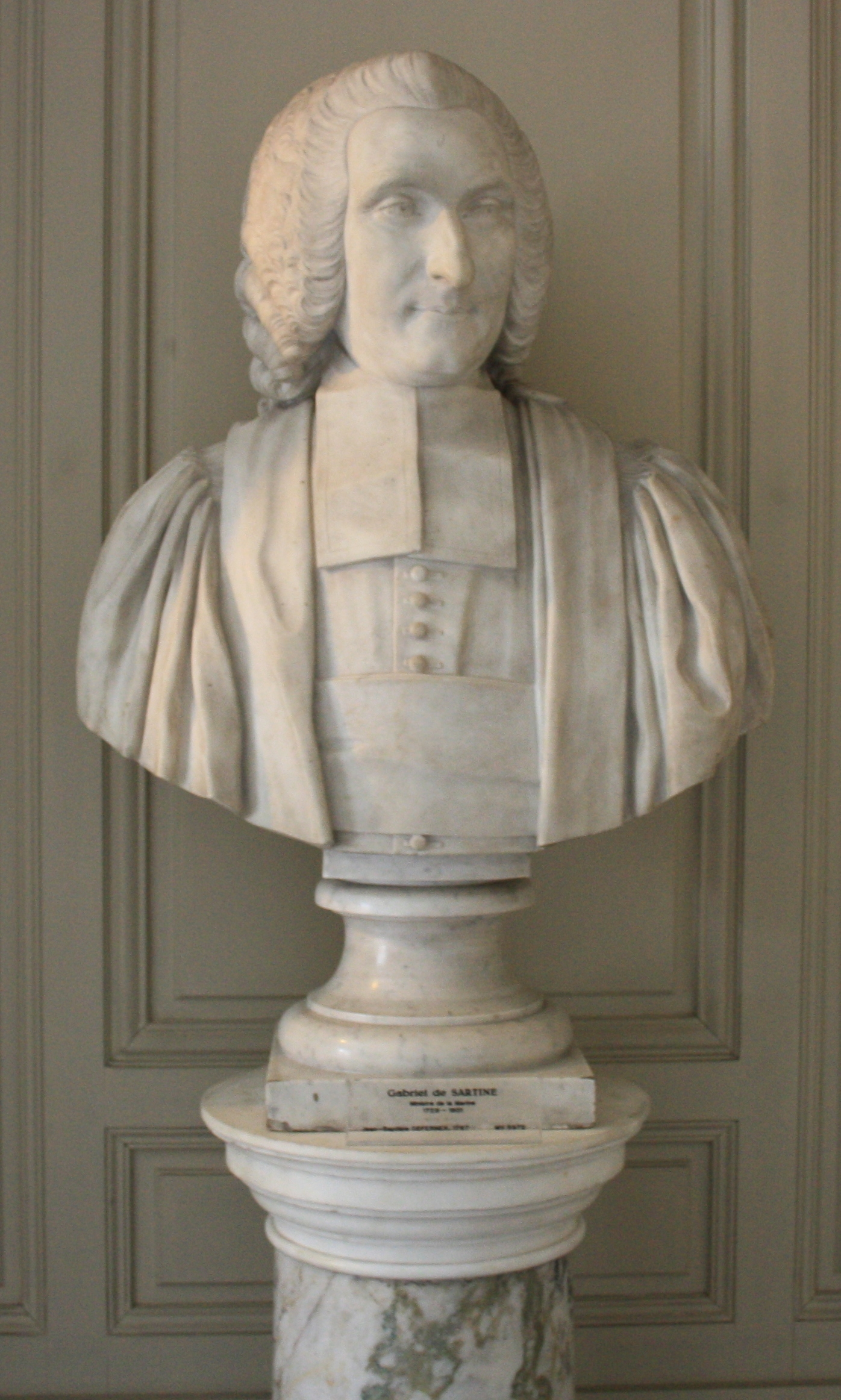
Antoine de Sartine, 1767 (Château de Versailles)

## Liste des œuvres
- Buste du duc de Valentinois, 1750, bronze, Paris, Bibliothèque Mazarine
- Buste de Jean-Baptiste Réveillon, 1752, terre-cuite, Boston, Museum of Fine Arts
- Buste de Marie-Anne Botot d'Argenville, 1752, terre-cuite, Boston, Museum of Fine Arts
- Buste de Madame Favart, 1757, terre-cuite, Paris, musée du Louvre
- Buste de femme, 1759, terre-cuite, Cleveland, Museum of Art
- Buste de Madame de Fondville, 1759, terre-cuite, Le Mans, musée de Tessé
- Buste de femme âgée, 1761, terre-cuite, Paris, musée Cognacq-Jay.
- Deux groupes d'enfants formant torchères, vers 1763, plomb, Paris, Palais-Royal, Conseil d'Etat.
- Deux trophées, vers 1763, pierre, Paris, Palais-Royal, Conseil d'Etat.
- Buste du prince Nicholas Repnine en Hercule, 1764, marbre, Paris, musée Jacquemart-André
- Buste d'Antoine-René de Voyer de Paulmy d'Argenson, vers 1765, terre-cuite, Atlanta, High Museum of Art
- Buste d'Anne-Marie Fiquet du Boccage, 1766, terre-cuite, Londres, British Museum
- Buste de Madame de Villemomble en Diane, 1766, marbre, Saint-Pétersbourg, musée de l'Ermitage
- Buste d'Antoine de Sartine, 1767, marbre, Versailles, musée national du château
- Génie affligé (fragment du tombeau du président de Montmort), 1768, marbre, Paris, musée du Louvre
- Buste de Buffon, 1772, plâtre, Montbard, musée Buffon
- Buste de la princesse de Béthune-Sully, 1772, terre-cuite, localisation actuelle inconnue
- Buste d'homme, 1774, terre-cuite, Paris, Palais de l'Elysée, dépôt du musée du Louvre
- Buste de l'abbé de Breteuil, 1774, marbre, Chantilly, musée Condé
- Buste de l'Abbé Nollet, terre-cuite, Paris, musée Carnavalet